# École cathédrale de Tallinn
L'École cathédrale de Tallinn ou École cathédrale et de Chevalerie de Tallinn (en estonien: Tallinna Toomkool ; en allemand: Ritter- und Domschule zu Reval ;  en latin: Schola cathedralis Tallinnensis) est un ancien lycée (gymnasium) de la ville de Tallinn, en Estonie. L'établissement est situé au 3 de l'actuelle rue Apteeg .

## Historique
L'école cathédrale de Tallinn est mentionnée pour la première fois 1319 dans un décret du roi Éric VI de Danemark. École germano-balte, elle est sous la tutelle de la cathédrale Sainte-Marie de Tallinn jusqu'en 1765, date à laquelle elle est gérée par la Confrérie de la Chevalerie Estonienne, jusqu'en 1920. Le bâtiment brûle plusieurs fois au cours des siècles et son aspect actuel date du XIXe siècle.
En 1893, les activités de l'école sont interrompues dans un contexte de russification initié par l'empereur Alexandre III. L'école est rouverte en 1906, lorsque les écoles privées sont également autorisé à enseigner dans la langue maternelle de leurs élèves. En 1915-1918, l'enseignement se fait en russe.
Ecole privée de langue allemande à partir de 1919, elle fonctionne jusqu'à la Umsiedler, ou relocalisation des Allemands baltes, en 1939. Une partie de sa bibliothèque se trouve aujourd'hui au sein de la bibliothèque académique estonienne.
Le bâtiment appartient aujourd'hui à l'Église évangélique-luthérienne estonienne et des cours y sont dispensés depuis 2012, date de délivrance d'un permis du ministère de l'Éducation et de la Recherche d'Estonie. L'école est membre de l'Association estonienne des écoles privées chrétiennes.

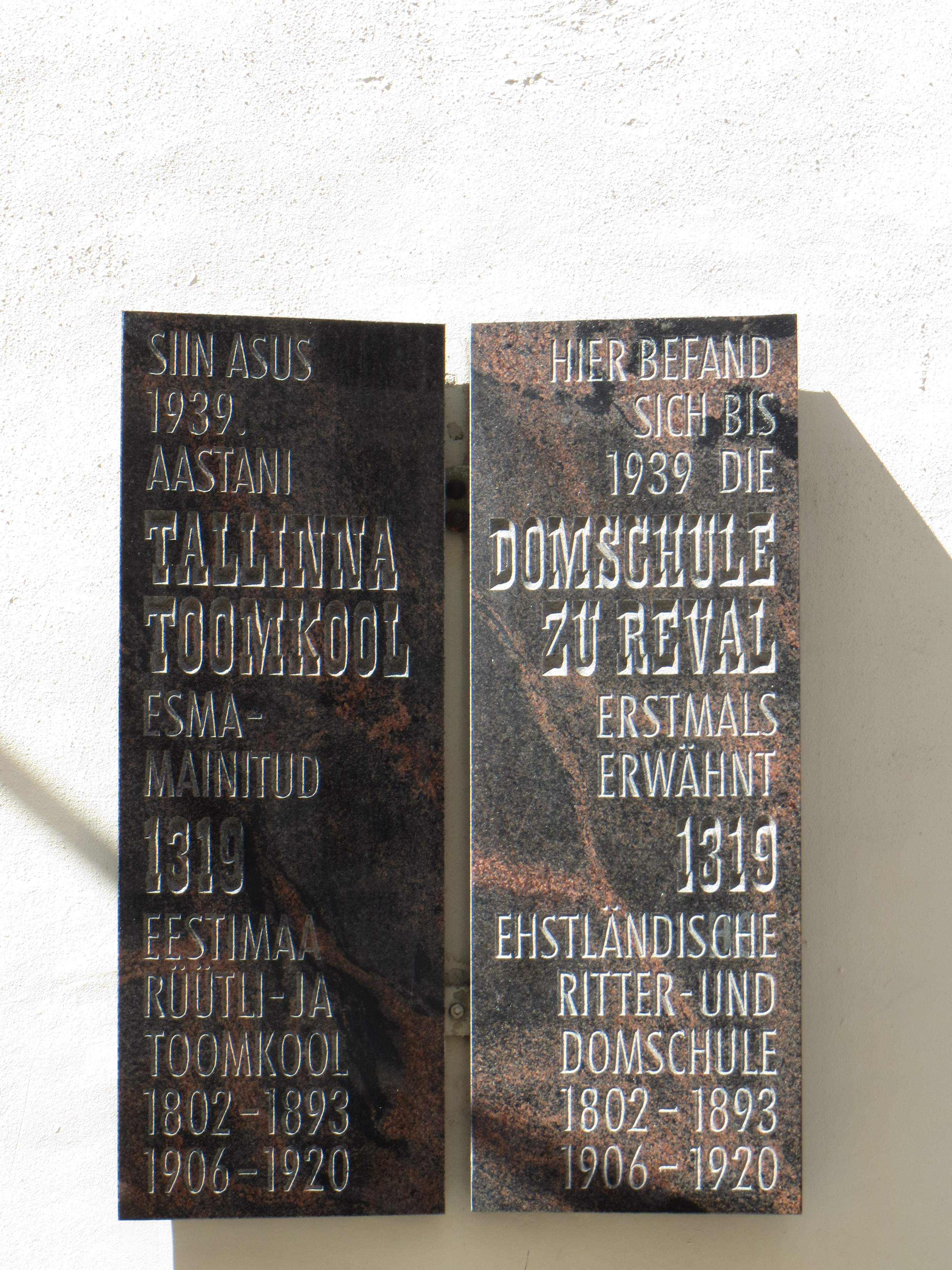
Plaque bilingue commémorative (2014)

## Anciens élèves notables
- Karl Ernst von Baer (1792-1876), médecin, embryologiste.
- Johannes Beermann (de) (1878-1958), enseignant, secrétaire d'Etat allemand et évêque protestant de la ville libre de Dantzig.
- Johannes Burchart VIII (1176-1838), médecin et pharmacien de Tallinn.
- Adolph von Gernet (1863-1942), (de) industriel métallurgiste, premier vice-consul de Russie à Johannesburg.
- Axel von Gernet (de) (1865-1920), historien germano-balte.
- Moritz Engelbrecht von Kursell (1744-1799), haut fonctionnaire de l'empire russe.
- Eduard Paucker (1843-1921), pasteur et professeur germano-balte.
- Paul von Rennenkampf (1854-1918), général russe de cavalerie.
- Jakob Johann von Uexküll (1864-1944), biologiste, zoologiste et philosophe.
- Almar von Wistinghausen, (de) (1904-1989), agronome, activiste du mouvement Demeter et promoteur du travail biodynamique.
- Kurt von Wistinghausen (de) (1901-1986), théologien, écrivain et éditeur germano-balte.

## Sources, littérature
- Kirchner: Album der Ehstländischen Ritter- und Domschule zu Reval. Reval 1859
- Berichtigungen Widmung: Der Ritter- und Domschule zu Reval zur Feier ihres fünfhundert-undfünzigjährigen Bestehens von ihrem dankbaren Schüler. Vorwort, X, gez.: St. Petersburg, 27. Mai (8. Juni) 1869.
- G. Schweder: Die alte Domschule und das daraus hervorgegangene Stadt-Gymnasium Reval.
- Sceau de l'école,  XIXe siècle